# Villers-le-Sec (Aisne)
Villers-le-Sec település Franciaországban, Aisne megyében. Lakosainak száma 256 fő (2022. január 1.). Villers-le-Sec La Ferté-Chevresis, Pleine-Selve, Ribemont és Surfontaine községekkel határos.

## Népesség
A település népessége az elmúlt években az alábbi módon változott:
| Lakosok száma | 262  | 227  | 237  | 260  | 294  | 289  | 267  | 252  | 245  | 256  |
|               | 1968 | 1982 | 1990 | 2006 | 2013 | 2015 | 2017 | 2019 | 2020 | 2022 |